# Nikon
Nikon Corporation, krajše Nikon, je mednarodno podjetje s sedežem v Tokiu, Japonska, ki se ukvarja z optiko in fotografskimi aparati. Med izdelke tega podjetja sodijo fotoaparati, kamere, mikroskopi, daljnogledi, merilne naprave, itd. Nikon izdeluje tudi fotografske objektive Nikkor. Glavni tekmeci podjetja Nikon na področju izdelave fotoaparatov in objektivov so Canon, Casio, Kodak, Sony, Pentax, Panasonic, Fujifilm in Olympus.
Podjetje Nikon je bilo ustanovljeno 25. julija 1917 kot Nippon Kōgaku Kōgyō Kabushikigaisha (日本光学工業株式会社 »Japan Optical Industries Co., Ltd.«), leta 1988 pa se je preimenovalo v Nikon Corporation. Danes je podjetje del industrijskega konglomerata Mitsubishi Group.